# Shane Ferguson
Shane Kevin Ferguson (* 12. července 1991, Londonderry, Severní Irsko, Spojené království) je severoirský fotbalový obránce a reprezentant v současnosti hrající za anglický klub Millwall FC.

## Klubová kariéra
- Derry City FC (mládež)
- Newcastle United FC (mládež)
- Newcastle United FC 2009–2012
- →  Birmingham City FC (hostování) 2013
- →  Birmingham City FC (hostování) 2013–2014
- →  Rangers FC (hostování) 2015
- →  Millwall FC (hostování) 2015–2016
- Millwall FC 2016–

Ferguson působil ve své profesionální fotbalové kariéře postupně v anglických klubech Newcastle United FC, Birmingham City FC (hostování), skotském Rangers FC (hostování) a anglickém Millwall FC – platí k červnu 2016.

## Reprezentační kariéra
Shane Ferguson absolvoval svůj debut za severoirské reprezentační A-mužstvo 6. 6. 2009 v přátelském utkání v Pise proti Itálii (prohra 0:3). Se svým týmem se mohl v říjnu 2015 radovat po úspěšné kvalifikaci z postupu na EURO 2016 ve Francii (byl to premiérový postup Severního Irska na evropský šampionát). Zúčastnil se EURA 2016 ve Francii, kam jej nominoval trenér Michael O'Neill.